# 第152歩兵連隊 (フランス軍)
第152歩兵連隊（だいひゃくごじゅうにほへいれんたい、152e régiment d'infanterie de ligne：152e RI）は、オー＝ラン県コルマールに駐屯する、第7機甲旅団隷下のフランス陸軍の機械化歩兵連隊である。
兵種は歩兵、伝統的区分も歩兵である。

## 沿革
- 1794年：第152戦列准旅団となる。
- 1796年：第152戦列歩兵准旅団となる。
- 1813年：第152戦列歩兵連隊になる。
- 1915年：シャンパーニュ会戦に参加。
- 1916年：ヴェルダンの戦いに参加。
- 1999年：陸軍大改革に伴い、第7機甲旅団隷下となる。

## 最新の部隊編成
- 連隊本部
- 本部管理中隊
- 第1中隊 - AMX-10P
- 第2中隊 - AMX-10P
- 第3中隊 - AMX-10P
- 第4中隊 - AMX-10P
- 偵察・支援中隊（1個偵察小隊、1個対戦車小隊、1個重迫撃砲小隊含む）
- 管理支援中隊（武器・車両・通信の整備など）

### 定員
- 連隊の人員構成は、約1,100名からなる。
- AMX-10Pを65両、約200台の車両を装備する。

## 主要装備
- GIAT BM92-G1
- FA-MAS
- FR-F2
- AAT-F1
- AA-52
- 12.7mm重機関銃
- RTF1 120mm迫撃砲
- 81mm迫撃砲
- ERYX
- ミラン
- HOT
- AMX-10P
- VAB
- VAL
- P4
- TRM 2000
- TRM 10000
- GBC 180